# Tapinolachnus
Tapinolachnus är ett släkte av skalbaggar. Tapinolachnus ingår i familjen långhorningar.
Kladogram enligt Catalogue of Life:
| Tapinolachnus | \| \| Tapinolachnus lacordairei \| \| \| \| \| \| Tapinolachnus laosensis \| \| \| \| |
|               | \| \| Tapinolachnus lacordairei \| \| \| \| \| \| Tapinolachnus laosensis \| \| \| \| |
|               | Tapinolachnus lacordairei                                                             |
|               |                                                                                       |
|               | Tapinolachnus laosensis                                                               |
|               |                                                                                       |